# Димитър Общи
Димитър Николов (Николич), известен като Общи, също и като Митри Николов, Дяковчанина, Македонски (Македончето) и Косовски (Косовеца), е български революционер.

## Биография
Димитър Николов е роден около 1835 година в град Дяково, (днес в Косово). Определя се по следния начин:
| „ | Мене ме викат Димитър Общий Македонски, българин от Дяково, Македония. | “ |

.
Едва 12-годишен заминава в Сърбия да си търси прехраната. В Сърбия остава 8 години и слугува на различни хора, след което заминава за Влашко, но се връща отново в Сърбия. Включва се в националноосвободителните борби. Доброволец в Първата българска легия в Белград (1862). След разделянето на легията отива отново във Влашко. Участва в четата на Стоян войвода, шурей на Панайот Хитов (1865).
Прехвърля се в Италия. Тук е доброволец в отряда на италианския революционер Джузепе Гарибалди (1866). Награден е с грамота. След разпускане на доброволците отива на остров Крит и взима участие в Критското въстание (1866 – 1869). Получава гръцки паспорт.
След това, през Цариград, Общи отива в Браила. Към средата на март 1869 г. е в Турну Мъгуреле, където влиза във връзка с българските емигранти, посредством Тодор Ковачев. Тодор Ковачев го изпраща в Белград с молба към Панайот Хитов да му помогне със средства, за да организира своя чета, но получава отказ. След това се включва в четата на Тодор Чипровчанина. Тодор формира чета от седем души, с която преминава границата и достига до Искър. Тук Димитър Общи, заедно с Христо Велев и Михаил Самоковеца се отлъчили, поради неподчинение на войводата Тодор. Тримата тръгнали да се връщат обратно към Сърбия, но някъде около Пирот били обкръжени от турска потеря. Скоро единият избягва, а при сражението другият е тежко ранен и по негово желание Димитър Общи го доубива. Тръгва с друга малка чета, но и тя скоро се разпада (1870).
През пролетта на следната година, Димитър Общи се появява отново при Панайот Хитов. След като не намерил топъл прием от Хитов, Общи отива в Букурещ и търси съдействие и помощ от Иван Кършовски. Кършовски му дава препоръчителни писма до Тодор Ковачев и Данаил Попов. Ковачев уведомява Хитов, че снабдил с пари Общи и го изпратил за България.

### Участие в организираното освободително движение
След създаването на БРЦК от Любен Каравелов и ВРО от Васил Левски, е изпратен в Българско. Определен е за помощник на Васил Левски. Прехвърля се на юг от река Дунав и се включва в изграждането на ВРО от 1871 г.
Подтикван от амбицията си, не спазва строго организационната дисциплина, както се изисква от устава. Жадува за самостоятелност и се предлага за апостол в Македония, но Васил Левски му няма доверие и отказва. По настояването на Ловешкия частен революционен комитет му се дава свобода на действие в района на Тетевен-Орхание-София.
В този ограничен периметър крои големи планове. Организира заедно с Тетевенския частен революционен комитет Арабаконашкия обир на орханийската хазна на 22 септември 1872 г. Нападението е замислено, за да се финансира националноосвободителното движение. Макар обирът да е успешен, се превръща в провал.
Следствен е пред Софийската извънредна следствена комисия. Подведен от огромното си самомнение, иска да го отведат в Цариград, за да говори със султана. Дава показания и, навярно воден от надеждата, че ще успее да даде политически характер на процеса и намеса на Великите сили, прави сериозни разкрития. Прилага „тактиката на множеството“. Разкрива Васил Левски и комитетите в района Ловеч-Тетевен-Орхание-София. Изброява двадесет и две селища с действащи комитети или единични съмишленици и позволява на османските разследващи органи да разучат в подробности методите на работа и съобщителните мрежи на БРЦК и ВРО. Неговите показания са в основата на действията на османските власти, които нанасят сериозен удар върху ВРО.
Осъден е на смърт чрез обесване. Присъдата е изпълнена на 10 януари 1873 г. в град София.

## В художествената литература
В романа „Възвишение“ на Милен Русков е изграден и художествен образ на Димитър Общи. Също така в историческия роман на Стефан Дичев „За свободата. Левски“.